# 아리엘 후라도
아리엘 볼리바르 후라도 아그라잘(Ariel Bolívar Jurado Agrazal, 1996년 1월 30일 ~ )은 파나마의 야구 선수이자, KBO 리그 삼성 라이온즈의 투수이다.

## 미국 프로야구 시절
2018년부터 메이저 리그 로스터에 들며 선발 투수로 나섰다. 텍사스 시절에는 추신수와 함께 활동했고, 뉴욕 메츠 시절에는 기예르모 에레디아와 함께 활동했다.
2021년에 팔꿈치 수술을 받았고, 이후에는 메이저 리그에 올라오지 못했다.

## KBO 리그시절

### 키움 히어로즈시절
2023년에 타일러 애플러를 대체할 외국인 투수로 영입되어 2시즌 동안 선발의 한 축을 맡았으나, 2024 시즌 후 히어로즈와 재계약하지 못하며 자유계약 공시됐다.

### 삼성 라이온즈시절
자유계약 공시된 직후, 코너 시볼드를 대체할 선수를 찾고 있었던 삼성 라이온즈의 오퍼를 받아 2024년 12월 6일 삼성 라이온즈로 이적했다.
한편, 삼성 이적 첫 해인 2025년 6월 8일 NC전에서 프로 첫 완봉승 기록 후 7월 26일 KT전에서 두 번째 완봉승을 기록했는데 70번대 이상 투수가 단일시즌 2완봉 이상 기록한 건 2010년 류현진(3완봉)(99번) 이후 15년 만이었다.

## 트리비아
- KBO 리그에서는 역대 3번째 파나마 국적 선수이자, 투수 부문에서는 레닌 피코타에 이어 2번째이다.
- NC 다이노스에서 활동했던 크리스티안 베탕코우르트로부터 한국에 대한 설명을 들었고,[7] 텍사스 레인저스 시절 동료였던 추신수와 재회했다.[8]